# 橘いずみ (AV女優)
橘 いずみ（たちばな いずみ、1977年12月25日 - ）は、日本のAV女優。

## 略歴
2009年2月に「制○コレクション｣第一期生芸能界復帰デビュー! 橘いずみ」でアリスJAPANよりAVデビュー。

## 人物
- 趣味：お菓子作り
- 特技：ポージング

## 作品

### イメージビデオ
- 感じる人妻 ～美人妻の願望～誘惑編 橘いずみ（2008年12月25日 UGANDA）

### アダルトビデオ
- 「制◯コレクション」第一期生 芸能界復帰デビュー! 橘いずみ（2009年2月27日 アリスJAPAN）
- 芸能人ランジェリーコレクション（2009年3月27日 アリスJAPAN）
- 大人の制服コレクション（2009年4月24日 アリスJAPAN）
- 橘いずみの妄想美脚（2009年5月22日 アリスJAPAN）
- ソープの殿堂 4（2009年6月18日 シュガーワークス）
- 元・制○コレモデル撮影会（2009年6月26日 アリスJAPAN）
- 部下達に僕の妻が目の前で（2009年7月2日 タカラ映像）
- アラサーヒトヅマ ドット ナカダシ Mrs. 33age NAKA-DASHI（2009年8月5日 チーム川崎）
- 隣の巨乳妻（2009年8月20日 スターパラダイス）
- S級人妻 いずみ（2009年8月21日 Nadeshiko）
- フェラコレ 熟女編 9 （2009年11月15日、隼エージェンシー）オムニバス作品 他出演:愛勇希、鮎川みさと、伊吹稟、夏川ひなり、外山琴美、岩淵香奈枝、金森美奈、笹川成美、糸谷多絵、春川あや、初音かほ、小橋沙良、小野理菜、小林里穂、松島るり、城内ヒカル、常盤あすか、神谷みさと、瀬戸珠美、星優乃、西岡まき、倉木さゆり、大隈恵令奈、大塚美雪、中森玲子、浅倉彩音、藤原絵理香、南ありさ、南つかさ、白川ゆり、八木寛子、桧山すず、平澤藤子、北沢ひとみ、堀田明美、野原もえ、柳田やよい、有沢実紗
- フェラコレ 特別編 2 増量4時間ぜーんぶWフェラ (2009年12月15日、隼エージェンシー)オムニバス作品 共演:羽鳥涼子 他出演:愛璃みい、平井綾、みはる、中森玲子、樺月愛華、大塚美雪、榊なち、伊東すみれ、愛菜りな、ひなのりく、永井あいこ、辻本りょう、宮崎茉緒、あすかりの、黒崎もえ、愛乃みやび、桜木ハル、藤谷りこ、三浦加奈、森乃しずく、小松ひな、今井さやか、西村アキホ、成瀬心美、大槻ひびき、鈴香音色、朝倉彩音、柳田やよい、椿まひる、あんな、ルミカ、香島未亜、宮川みくる、瀬名えみり
- こだわりの手コキ人妻編 VI (2010年2月25日、隼エージェンシー)オムニバス作品 他出演:鮎川みさと、伊吹稟、大塚美雪、有沢実紗、川上ゆう、瀬戸珠美、南つかさ、野原もえ、愛勇希、笹川成美、初音かほ、小橋沙良、藤原絵理香、平澤藤子、夏川ひなり、金森美奈、高原千夏、浅田博美、朝倉麗、外山琴美、岩淵香奈枝、弓削亜弓、山科茜、糸谷多絵、春川あや、小野理菜、小林里穂、城内ヒカル、神谷みさと、西岡まき、倉木さゆり、大隈恵令奈、朝倉彩音、白川ゆり、八木寛子、堀田明美、柳田やよい、星優乃、南ありさ

### 写真集
- 寸止めエロ熟女 （2009年8月12日 イースト・プレス）

## 外部サイト
※以下は、18禁サイト
- アリスJAPAN 女優詳細 橘いずみ